# Inge Helgard
Inge Helgard (* 14. April 1896 als Bertha Frida Gertrud Philipp in Dresden; † 21. Dezember 1929 ebenda) war eine deutsche Sängerin und Stummfilmschauspielerin.

## Leben und Wirken
Gertrud Philipp, eine Tochter des Drogisten Arthur Philipp und seiner Frau Therese Frida, geb. Kropp, erhielt eine Gesangsausbildung in Dresden und Berlin, um anschließend an der Operette aufzutreten. Nach einer zusätzlichen Ausbildung zur Filmschauspielerin durch die Regisseurin Iwa Raffay trat sie als Inge Helgard 1921 erstmals vor die Kamera. In der Folgezeit erhielt sie Hauptrollen in einer Reihe von künstlerisch gänzlich unbedeutenden Unterhaltungsfilmen, zuletzt vor allem Inszenierungen Harry Piels. Bereits 1923 zog sie sich aus der Öffentlichkeit zurück. Sie starb 1929 in der Staatlichen Frauenklinik in Dresden.
Inge Helgard war von 1916 bis 1923 mit dem Zahnarzt Georg Mantze und von 1923 bis 1926 mit dem Kaufmann Walter Born verheiratet.

## Filmografie
- 1921: Die Abenteuer eines Ermordeten, zwei Teile
- 1921: Die Gräfin und ihr Diener
- 1922: Schuld und Sühne
- 1922: Scheine des Todes
- 1922: Das Logierhaus für Gentlemen
- 1922: Das Spielzeug einer Dirne
- 1922: Das schwarze Kuvert
- 1923: Rivalen
- 1923: Der letzte Kampf